# Wakash-Sprachen
Die Wakash-Sprachen oder Wakashan-Sprachen sind eine indigene nordamerikanische Sprachfamilie aus sieben Sprachen, die in und auf Vancouver Island in British Columbia, Kanada, sowie südlich der Juan-de-Fuca-Straße im Nordwesten der Olympic Peninsula in Washington, USA, gesprochen wurden. Die meisten Einzelsprachen (bzw. Dialekte) zählen zu den ernsthaft gefährdeten Sprachen (Haisla, Heiltsuk, Oowekyala, Nuu-chah-nulth und Ditidaht), das Kwak'wala (inklusive dem Lik'wala) gilt als stark gefährdet und das Makah aktuell als ausgestorbene Sprache jedoch zugleich als „ruhend“ (englisch dormant).

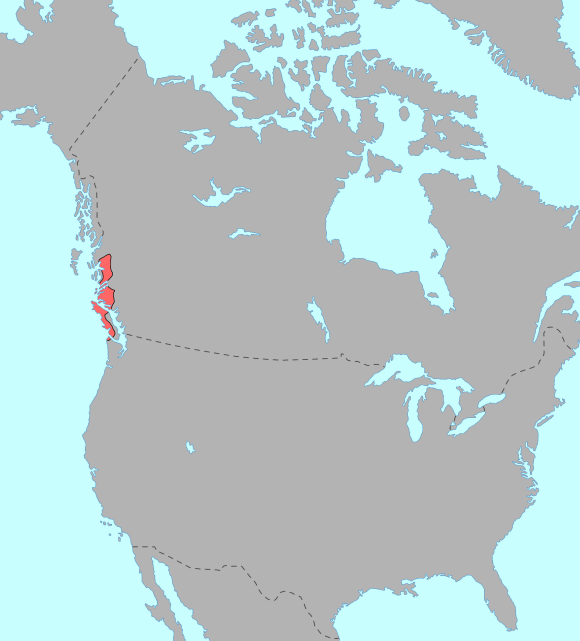
Verteilung der Wakash-Sprachen vor Ankunft der Europäer

## Klassifikation
Intern werden die Wakashan-Sprachen bzw. das Wakashan sowohl geographisch als auch linguistisch in zwei Gruppen unterteilt:
I. Nördliche Wakashan-Sprachen (auch: Kwakiutl-Sprachen)
1. Haisla oder X̄a'’islak̓ala / X̌àh̓isl̩ak̓ala bzw. Haisla-Henaksiala (engl. Aussprache: Hyzlah, Sprache der Haisla, auch: Xiʔslak'ala, Kitamat, Kitlope, Nördliches Kwakiutl, Haishilla genannt; zwei regionale Dialekte; lt. FPCC-Bericht 2018: 89 Sprecher und 123 Lernende Sprecher, Population: 1.871)
- C̓imo'c̓a/Cʼimaucʼa (Kitimaat/Kitamat) bzw. X̄a’islak̓ala-Dialekt (der Haisla (x̣àʼisəla) – "(die) die an der Flussmündung, die flussabwärts leben")
- Gitlo'p (Kitlope) bzw. X̄enaksialak̓ala-Dialekt (der Henaaksiala (X̄enaksiala) – "(die) die langsam sterben", ein Hinweis auf ihre traditionelle Langlebigkeit.)

2. Kwak'wala oder Kwak̓wala (Sprache der Kwakwaka'wakw mit vier Dialekten sowie der Ligwilda'xw (Laich-kwil-tach); lt. FPCC-Bericht 2018: Sprecher: 139, 367 Halbsprecher und 763 Lernende Sprecher, Population: 6.224)
a. Kwak'wala/Kwak̓wala oder Nördliches Kwakiutl
- ʼNak̓wala-Dialekt bzw. Bak̓wa̱mk̓ala-Dialekt[6] (Nördliches Kwak'wala, zwei Subdialekte: Gwa’cala und ‘Na‘kwala)
  - Gwaʼsala-ʼNakwaxdaʼxw Nations
    - Gwa’cala-Subdialekt (der Gwa'sa̱la, früher: Gwasilla/Quawshelah, Siedlung: Ta̱kus (T̓a̱kus) am Smiths Inlet)
    - ‘Na‘kwala-Subdialekt (der 'Nak̕waxda'x̱w (ʼNak̕waxdaʼx̱w) – "Volk von Ba'as (Ba'a's) bzw. Blunden Harbour", früher: Nakoaktok/Nakwoktak, heutige Hauptsiedlung: Port Hardy)
- Kwak̓wala-Dialekt (auch: Gilford Island, Knight Inlet, Kwakiutl, Nimpkish-Dialekt genannt, eigentl. Kwak̓wala)
  - Kwaguʼł (Kwakiutl) ("Smoke-Of-The-World", Siedlung: Tsax̱is bzw. Fort Rupert)
  - Mamalilikulla-QweʼQwaʼSotʼEm
    - Mamalilikulla (Mama̱liliḵa̱la/Mamaliliḵa̱la) ("The-People-Of-Malilikala", Siedlung: 'Mimkwa̱mlis ('Mimkumlis/Memkumlis) bzw. Village Island)
    - Qwe-Qwa-Sot'Enox[7] ("People-Of-The-Other-Side", frühere Siedlung: Gwayasdums bzw. Health Bay auf Gilford Island)

  - Ḵwiḵwa̱sut'inux̱w Ha̱xwa'mis
    - Ḵwiḵwa̱sut'inux̱w ("People-Of-The-Other-Side", früher: Kwicksutaineuk / Kwiksootainuk; frühere und wiederbelebte Siedlung: Gwayasdums bzw. Health Bay auf Gilford Island)
    - Dlidliget (schlossen sich 1865 als "Kwiksootainuk" den Ḵwiḵwa̱sut'inux̱w an)
    - Haxwa’mis (früher: Hahuamis, am Wakeman Sound)

  - 'Na̱mg̱is ("Those-Who-Are-One-When-They-Come-Together" bzw. "People from Alert Bay (mouth of the Nimpkish River)", früher: Nimpkish-Cheslakees, Siedlung: Xwa̱lkw (Cheslakees) am Nordufer der Mündung des Nimpkish River (Gwani) und Yalis (Alert Bay))
  - Ławit̕sis (Lawitsis) bzw. Tlowitsis ("Angry-ones", früher: Klowitsis Tribe, Turnour Island Band, frühere Siedlung: Ḵalug̱wis/Kalagwees auf Turnour Island, aktuelle Siedlung: Nenagwas – "ein Ort, zu dem man nach Hause kommt")
  - Ma’amtagila (früher: Mahteelthpe oder Matilpi, frühere Hauptsiedlungen: I'tsika̱n/Etsekin (Matilpi Village) und Haylate)
  - Da̱'naxda'x̱w-A̱'wa̱'etła̱la (Da'naxda'xw/Awaetlatla Nation)
    - Da̱ʼnaxdaʼx̱w (Da̱'naxda'x̱w) ("The-Sandstone-Ones", Siedlung: Tsadzis'nukwa̱me'/T'sadzisnukwa̱me' (New Vancouver) auf Harbledown Island)
    - A̱ʼwa̱ʼetła̱la (A̱'wa̱'etła̱la/Awaetlatla) ("Those-Up-The-Inlet", Siedlung: Dzawadi/Tsawatti ("Oolichan Place") am Knight Inlet)

  - Tsawataineuk (auch: Dzawada’enuxw, Siedlung: Quaee (Gwa’yi) entlang des Kingcome River am Kingcome Inlet)
  - Gwawaenuk (auch: Gwawaʼenux̱w, aktuelle Siedlung: Hope Town an der Südküste von Watson Island)
- G̱uc̓ala (G̱ut̕sala)-Dialekt bzw. Quatsino Sound-Dialekt
  - Quatsino First Nation
    - Gob’inuxw (Giopino) (Inner Quatsino Sound)
    - G̱usgimukw/Gusgimukw (Koskimo) ("People of Guseʼ", früher: Koskemo, Koskeno, Siedlung: Quatsino am Quatsino Sound)
    - Gwat'sinux/Gwat̕sinuxw oder Qwat’sinuxw (Quatsino) ("Head-Of-Inlet-People", früher: Kwat-Seno, Kwatsino bzw. Oyag̱a̱mʼla, Siedlung: Oyag̱amla (Oyag̱a̱m'la) bzw. Winter Harbour)
    - Hoyalas (Huyalas) (Siedlung: X̱wa̱tis am Holberg Inlet)
    - T’latsinuxw (Klaskino)
- T̓łat̓łasik̓wala (Tłat̕ła̱siḵ̕wala)-Dialekt bzw. Nahwitti-Dialekt
  - T̓łat̕łasiḵwala (Tłat̕ła̱siḵwa̱la / Tlatlasikwala) ("Those-Of-The-Ocean-Side", Siedlung: X̱wa̱mdasbeʼ auf Na̱widi (Hope Island))
  - Nakumgilisala
  - Yutlinuk

b. Lekwala/Lik'wala/Liq̓ʷala oder Südliches Kwakiutl
- Lekwala/Lik'wala/Liq̓ʷala bzw. Lekwiltok-Dialekt (Sprache bzw. Dialekt der Ligwilda'xw (Laich-kwil-tach), frühere Bezeichnungen: Legwildok, Euclataws oder Yucultas, die Lekwala/Liq̓ʷala-sprachigen Bands wurden oft Südliche Kwakiutl genannt, jedoch identifizieren sie sich als eigenständige Ethnie separat von den Kwakwaka'wakw – daher wird ihr Dialekt manchmal auch als eigene Sprache angesehen)
  - Wiwēqay̓i (Wei Wai Kai) (früher: Yuculta / Euclataws, Siedlung: Ceqʷəl̓utən/Tsa-kwa-luten bzw. Cape Mudge auf Quadra Island)
  - Wiwēkam (Wei Wai Kum) ("People along Campbell River", Siedlung: ƛam̓atax̌ʷ bzw. Campbell River)
  - Kwiakah/Kweeha (von Phillips Arm, Frederick Arm und den Discovery Islands)
  - Komenox (‘Q!omenoxw) (auch: Homayno, es ist bis heute umstritten, ob diese Gruppe ethnisch-sprachlich zu den Küsten-Salish oder zu den Ligwilda'xw (Laich-kwil-tach) zu zählen ist, ursprüngliche Heimat war Loughborough Inlet, später schlossen sie sich den Wei Wai Kum an, die ihr Territorium nun beanspruchten)
  - Tlaaluis (Laa'luls) (ursprünglich zwischen Bute und Loughborough Inlets, wurden 1845 in einem Krieg mit Heiltsuk oder Küsten-Salish-Völkern fast vernichtet, die Überlebenden schlossen sich den Kwiakah/Kweeha an)
  - Walitsima/Walitsum Band of Salmon River (ursprünglich zwei Lekwala-sprachige Bands, die sich zuerst zu den Walitsima zusammenschlossen, die Tuberkulose-Überlebenden schlossen sich ab 1940 den K’ómoks, We Wai Kai und Wei Wai Kum an)
    - Walitsima/Walitsum/Walitsama bzw. Kahkahmatsis am Salmon River (Xwesam)
    - Hahamatses/Hahamatsees (weiter im Inland)

  - Comox (K’ómoks) (ursprünglich Island Comox (Salhulhtxw / Saɬuɬtxʷ)-Dialekt-sprachige Küsten-Salish, übernahmen sie den Lik'wala/Liq̓ʷala-Dialekt der Ligwilda'xw und bezeichnen sich seither in dieser Sprache als Kw’umuxws (anglisiert zu: "K’ómoks"))
  - Pentlatch (Puntletch / Puntledge) (ursprünglich Pentlatch/Puntletch (Pənƛ̕áč)-Dialekt-sprachige Küsten-Salish entlang der Ostküste von Vancouver Island, übernahmen sie ebenfalls den Lik'wala/Liq̓ʷala-Dialekt der Ligwilda'xw)[8]

A. Heiltsuk-Oowekyala (auch: Heiltsuk, Bella Bella, Heiltsuk-Oweek'ala, Belbellah, Heiltsuk-Oowekyala)
3. Heiltsuk oder Hailhzaqvla bzw. Haíɫzaqv/Híɫzaqvḷa (engl. Aussprache: Hel-sic, Sprache der Heiltsuk (Haíɫzaqv / Híɫzaqv), in Ethnologue als Nördliches Heiltsuk bezeichnet, auch Bella Bella und Haihais, mindestens fünf Dialekte, lt. FPCC Bericht 2018: 39 Sprecher, 169 Halbsprecher und 337 Lernende Sprecher, Population: 3.330)
- Haíɫzaqv/Híɫzaqvḷa bzw. Bella Bella (Wágḷísḷa)-Dialekt (der Heiltsuk (Haíɫzaqv / Híɫzaqv) in Bella Bella)
- X̌íx̌íc̓ala bzw. Klemtu (Ɫṃ́du̓ax̌sṃ)-Dialekt (der "X̌íx̌ís (Xixis / Xai’xais)" in Klemtu)

4. Oowekyala oder ’Wuik̓ala (auch: 'Uik'ala, Ooweekeeno, Wuikala, Wuikenukv, Oweekeno, Wikeno, Owikeno, Oweekano, Awikenox, Oowek'yala, Oweek'ala, in Ethnologue als Südliches Heiltsuk bezeichnet, Sprache der Wuikinuxv (Oowekeeno bzw. Rivers Inlet People), lt. FPCC Bericht 2018: 6 Sprecher, 5 Halbsprecher und 10 Lernende Sprecher, Population: 280)
II. Südliche Wakashan-Sprachen (auch: Nootka-Sprachen)
5. Nuu-chah-nulth oder Nuučaan‘uƚ (auch: Nootka, Aht, Nuuchahnulth, Nuučaan̓uɫ, Nutka, West Coast, Quuquu'aca, T̓aat̓aaqsapa/T'aat'aaqsapa, Sprache der Nuu-chah-nulth, lt. FPCC Bericht 2018: 108 Sprecher, 497 Halbsprecher und 794 Lernende Sprecher, Population: 7.895, 12 Dialekte)
- Ahousaht (7aaẖuus7atẖ / ʔaaḥuusʔatḥ) ("Volk von ʔaaḥuus/7aaẖuus (Ahous)" oder "Volk, das mit dem Rücken zum Land und zu den Bergen an einem Strand am offenen Meer lebt")
- Ehattesaht (Ehatteshaht bzw. ʔiiḥatisatḥ činax̣int) (früher: Esperanza Inlet, "People of a tribe with many clans")
- Hesquiaht (hishkwii7ath /ḥiškʷiiʔatḥ) ("Volk des Geräusches, das durch das Essen von Heringseiern auf Aalgras entsteht", auch: "People who tear with their teeth"; früher: Hesquiat)
- Kyuquot/Checleseht (Ka:'yu:'k't'h'/Che:k:tles7et'h') ("Verschiedene Völker"; früher: Kyuquot / Ky-Uk-Aht und Checkleset / Chaic-Cles-Aht / Checklusit)
- Mowachaht-Muchalaht (Mowachaht/Muchalaht) (früher: Mowachaht / Moachaht / Mooacht-Act – "Volk der Hirsche" und Mutchalaht / Matchitlacht / Match-Itl-Aht – "Volk, das über Fluss schwebt" bzw. "Volk, über dem Fluss")
- Nuchatlaht ("Volk in einer geschützten Bucht", früher: Nooch-Ahtl-Aht / Nuchatlitz bzw. Esperanza Inlet)
- Huu-ay-aht ("Volk, das sich wieder erholte", früher: Ohiet / Ohiaht / Ohiat)
- Tla-o-qui-aht (Tla7uukwi7ath / ƛaʔukʷaʔtx̣) ("verschiedene Völker (Hausgruppen) von einem anderen Ort, d. h. von Tla-o-qui (heute Clayoqua) im Clayoquot Sound" oder "Volk, das anders ist, als es einst [am Ursprungsort] war"; früher: Clayoquot / Clayuquot)
- Toquaht (t̓ukʷaaʔatḥ / t̕uuk̓ʷaaʔatḥ) ("Volk von Du Quah" an der Mündung des Ucluelet Inlet oder "Volk an einer engen Passage", früher: Toquart / Toqyaht)
- Tseshaht / Tsisha?at (Sis sha ahtah / C`išaaʔatḥ) ("Volk von Sis-shaa / C`išaa" auf Benson Island oder "Volk von einer Insel, die nach Walresten stinkt"; früher: Sheshat)
- Uchucklesaht ("Volk, dort innerhalb der Bucht"; früher: Howchukleset / Uchucklesit)
- Ucluelet (Yu-cluth-aht / Yuułuʔiłʔatḥ) ("Volk im geschützten Hafen" oder "Volk mit einer sicheren Anlegestelle für Kanus")

6. Ditidaht oder Ditidaqiic̓aq Cicqiʔ ("Ditidaht-Sprache") bzw. DiiɁdiitidq / Diidiitidq ("Ditidaht sprechen") (meist jedoch als: Diitiidʔaaʔtx̣/Ditidaht, auch: Nitinaht, Nitinat, Ditidaht-Pacheedaht und früher Südliches Nookta, zwei (evtl. drei) Dialekte, Sprache der Ditidaht, Pacheedaht und Ts'uubaa-asatx (Lake Cowichan), lt. FPCC Bericht 2018: 7 Sprecher, 30 Halbsprecher und 83 Lernende Sprecher (hierunter jedoch aktuell keine Pacheedaht und Ts'uubaa-asatx), Population: 1.354)
- Ditidaqiic̓aq Cicqiʔ bzw. DiiɁdiitidq / Diidiitidq-Dialekt (der Ditidaht (Diitiid7aa7tx / Diitiidʔaaʔtx̣) – "Volk von Diitiidaʔ" bzw. "Volk vom Jordan River")
- Pacheedaht-Dialekt (der Pacheedaht (P'a:chi:da / P’a:chi:da?-aht) – "Volk der Gischt/des Meerschaums" bzw. "Volk vom San Juan River")
- Ts'uubaa-asatx-Dialekt[9] (der Ts'uubaa-asatx (Lake Cowichan) – "Volk entlang des Sees, d. h. des Cowichan Lake"[10])

7. Makah oder Qʷi·qʷi·diččaq (auch: Kwe-Nee-Chee-Aht, Kweedishchaaht, Macaw, Sprache der Makah (Kwih-dich-chuh-aht/Qʷidiččaʔa·tx̌) und der heute ausgestorbenen Ozette; keine Muttersprachler, seit 2002 eine ausgestorbene Sprache)
- Qʷi·qʷi·diččaq/Q'widishch'a:'tx bzw. Makah-Dialekt (der Makah (Kwih-dich-chuh-ahtx (Qʷidiččaʔa·tx̌)) – "Volk, das an den Felsen und bei den Seemöwen lebt")
- 'Osi:l-'a:'tx/ʔuseeʔłaʔtx̣ bzw. Ozette Village-Dialekt (der Ozette (Osi:l-'a:'tx/ʔuseeʔłaʔtx̣) – "Volk von ʔuseeʔł, d. h. Ozette Village")

Der linguistische Abstand zwischen der Nord- und Südgruppe ist relativ groß, während die Sprachen innerhalb dieser Gruppen eng miteinander verwandt sind.

## Externe Beziehungen

### Chimakum und Mosan
Ein älterer Vorschlag verbindet die Wakashan-Sprachen genetisch mit den fast ausgestorbenen Chimakum-Sprachen. Die Sprachen beider Gruppen sind typologisch ähnlich und besitzen einige lexikalische Gemeinsamkeiten, die Campbell 1997 allerdings eher auf areale Kontaktphänomene zurückführt.
Darüber hinaus wurde von Edward Sapir und Morris Swadesh eine Zugehörigkeit beider Familien und der Salish-Sprachen zum Mosan vorgeschlagen, wobei Swadesh seine Meinung später änderte und die Wakash-Sprachen als mit dem Eskimo-Aleutischen verwandt ansah, worüber er allerdings nichts veröffentlichte.

### Eskimo-Aleutisch
Nach dieser von Morris Swadesh initiierten und von Jan Henrik Holst ausgebauten Theorie sind die Wakashan-Sprachen mit den eskimo-aleutischen Sprachen verwandt. Holst (2005) begründet das durch eine Liste von 62 Wortgleichungen, die Herleitung einiger Lautgesetze und grammatische Evidenz. Diese Beziehung überschreitet die von Joseph Greenberg gezogene Grenze zwischen den eskimo-aleutischen und den Amerind-Sprachen (siehe dort).

## Gemeinsame grammatische Eigenschaften

### Phonologie
Wakash-Sprachen zeichnen sich durch ein großes Phoneminventar aus. Charakteristisch ist dabei eine Reihe von Ejektiven sowie eine Reihe labialisierter Konsonanten. Außerdem gibt es eine große Zahl von Affrikaten.

### Morphologie
Wakash-Sprachen sind wie die meisten nordamerikanischen Sprachen polysynthetisch. Die Wakash-Sprachen weisen dabei eine große Zahl lexikalischer Affixe auf und verfügen über ein Evidentialsystem. Sie weisen eine nur sehr schwach durch morphosyntaktische Eigenschaften repräsentierte Nomen-/Verb-Unterscheidung auf (vgl. Wortart).